# 맷 바
맷 바(Matt Barr, 1984년 1월 14일 ~ )는 미국의 배우이다.

## 출연 작품
- 더 레이오버 (2017)
- 언드래프티드 (2016)
- 로미오 킬러 (2013)
- 더 파크랜드 (2013)
- 햇필드 앤 맥코이 (2012)
- 세븐 빌로우 (2012)
- 헬캐츠 (2010)
- 하퍼의 섬 (2009)
- 페드로 (2008)
- 하우스 버니 (2008)
- 프로텍팅 더 킹 (2007)
- 텐 인치 히어로 (2007)
- 아메리칸 파이 4 - 썸머 캠프 (2005)
- 커맨더 인 치프 (2005)
- 원 트리 힐 (2003)